# الدوري السلوفيني لكرة القدم 1989–90
الدوري السلوفيني لكرة القدم 1989–90 هو موسم من الدوري السلوفيني لكرة القدم ‏. فاز فيه NK Izola ‏.